# 피리독신
피리독신(Pyridoxine)은 피리독살, 피리독사민과 함께 비타민 B6로 부를 수 있는 화합물의 하나이다.

## 화학
피리독신은 하이드록시기, 메틸기, 수산화메틸 치환기와 함께 피리딘 고리에 기초한다. 이는 생물학적으로 활성화된 형태인 피리독살 5-인산으로 바뀌게 된다.

## 인체 내의 역할
피리독신의 부족은 빈혈, 신경 손상, 발작, 피부 문제를 유발할 수 있으며, 구내염이 발생할 수 있다.

## 의학적 용도
피리독신은 이소니아지드를 복용하는 환자들에 부작용으로서의 약의 독성을 방지하기 위해 처방된다. 이소니아지드와 관련된 말초신경장애와 중추신경장애를 예방하기 위해 1일 10~50mg을 복용한다.
피리독신은 또한 희귀한 피리독신 의존 뇌전증에 또한 필요한데, 이 병은 ALDH7A1 유전자의 돌연변이에 의해 발생한다고 여겨지고 있다.
비타민 B6는 다양한 복용 형태로 만들어질 수 있다. 알약, 캡슐, 물약 형태로 복용할 수 있다. 액체 형태로는 비강 스프레이나 주사도 가능하다.
비타민 B6는 성인의 경우 매일 200mg까지는 안전하게 섭취할 수 있다. 하지만 비타민 B6는 장기간 많은 양(1일 200 mg 이상)을 섭취할 경우 다리의 감각 상실과 불균형 등의 신경 장애를 초래할 수 있다. 비타민 B6의 독성은 감각 신경을 손상시켜 보행에 지장을 줄 뿐 아니라 손과 발의 감각 마비를 초래할 수 있다. 피리독신의 과다 복용 증상은 조정력 저하, 휘청거림, 마비, 접촉이나 온도, 진동에 대한 감각 저하, 수 년 간 계속되는 피로 등이다.
피리독신의 독성과 관련, 매일 50 mg, 6개월 이상 복용한 여성 중 21%가 신경 장애를 경험하였다는 보고서가 발표되기도 했다. 50 mg 미만은 보고되지 않았다.